# 保科正之
保科 正之（ほしな まさゆき）は、江戸時代前期の大名。会津松平家の祖。信濃国高遠藩藩主、出羽国山形藩藩主を経て、陸奥国会津藩初代藩主となった。
江戸幕府初代将軍徳川家康の孫、第2代将軍徳川秀忠の子であり、3代将軍徳川家光の異母弟、4代将軍徳川家綱と５代将軍徳川綱吉の叔父である。家光と家綱を輔佐し、幕閣に重きを成した。

## 生涯

### 生い立ち
慶長16年（1611年）5月7日、2代将軍・徳川秀忠の四男（庶子）として誕生。母は静（志津、後の浄光院）であり、秀忠の乳母・大姥局の侍女、北条氏旧臣・神尾栄嘉（）の娘（『以貴小伝』・『会津家世実記』）、もしくは武蔵国板橋郷竹村の大工の娘（『柳営婦女伝系』）とされる。幼名は幸松丸。
秀忠は慶長15年（1610年）2月から3月、慶長17年（1612年）3月から4月には駿府へ赴いているほか江戸近郊で鷹狩を行っており、静の妊娠はこの間のことであると考えられている。
近世武家社会においては、正室の体面・大奥の秩序維持のため侍妾は正室の許可が必要で、下級女中の場合にはしかるべき家の養女として出自を整える手続きが必要であったと考えられている。また、庶子の出産は同様の事情で江戸城内で行なわれないことが通例であった。母・静は、神田白銀町にある姉の夫・竹村助兵衛次俊の屋敷にて出産した（「会津松平家譜」）。
慶長18年（1613年）の春からは、武田信玄の次女で穴山信君の正室だった見性院の田安屋敷に移り、そこで養育された。
正之の出生は秀忠側近の老中・土井利勝や井上正就他、数名のみしか知らぬことであり、異母兄にあたる家光さえも当初は知らなかった。
元和3年（1617年）、見性院の縁で旧武田家臣の信濃国高遠藩主保科正光が預かり、正光の子として養育される。ただしこの時、正之は正光の養子に既に左源太という男子がいる、とお供の女性が茶飲み話していたのを聞いて、母にむかって「肥州（正光）には左源太という子がいるからいかぬ」と駄々をこねて母を困らせ、母の説得でようやく高遠入りしたという（『千登瀬の松』）。正之は高遠城三の丸に新居を建設されて母と共に生活し、正光の家臣が守役となり、正光も在城の際には日に5、6度はご機嫌伺いをしたという。正光は自らの後継者として正之を指名し、養子の左源太にも生活に不自由しないよう加増や金子を与えること、自らの存命中に秀忠と正之を父子対面させたいことを約した遺言を遺している。
ちなみに、長兄の家光が正之という弟の存在を知ったのは、鷹狩りの際に家光がお忍びで5人ほどの供を連れ、目黒の成就院という寺で休憩した時の会話からだという。家光が住職に「こんな片田舎のお寺の客殿に立派な絵を描かれているが、誰の援助か？」と尋ねると、住職は「保科肥後守の母上の御援助」だと答えた。相手が将軍家光とは知らない住職は、さらに「保科肥後守殿は、今の将軍家の正しき御弟だというのに、わずかな領地しかもらえず、貧しい暮らしをしているそうで、おいたわしい。我らのような賤しき者も、兄弟は仲良くするのが人の習いであると知っている。身分の高い人というのは、ずいぶんと情けがないものだ」と話した。こうして思わぬ形で事情を知らされた家光は、後に成就院に寺領を寄進したとされる（『徳川実紀』）。後に新井白石は正之を重用した家光の行為を「善政の一齣」であると記している（『藩翰譜』）。
寛永6年（1629年）6月、正之は兄の3代将軍徳川家光と初対面、また次兄徳川忠長とも対面しており、忠長からは大変気に入られて、祖父・徳川家康の遺品を忠長より与えられたとしている（『会津松平家譜』）。
寛永8年（1631年）10月、養父・正光が死去した。同年11月、幕府より幸松に「月のかわらぬうちに出府せよ」と命令が下り、重臣5名と出府、土井利勝や井上正就同席の上、「幸松儀、肥後守信州高遠藩3万石相続仰せつけられる」と上意があり、秀忠の命で保科肥後守正之と名を改め、21歳で世に出た。正光の跡を継ぎ高遠藩3万石の藩主となる。
同月27日、元服し、翌28日、従五位下に叙され、肥後守と称した。
正光は、前述の左源太とは別に、異母弟・正貞を養子分・嗣子にしていた。正之を養嗣子とするにあたって、正貞を義絶・廃嫡している。

### 会津藩主

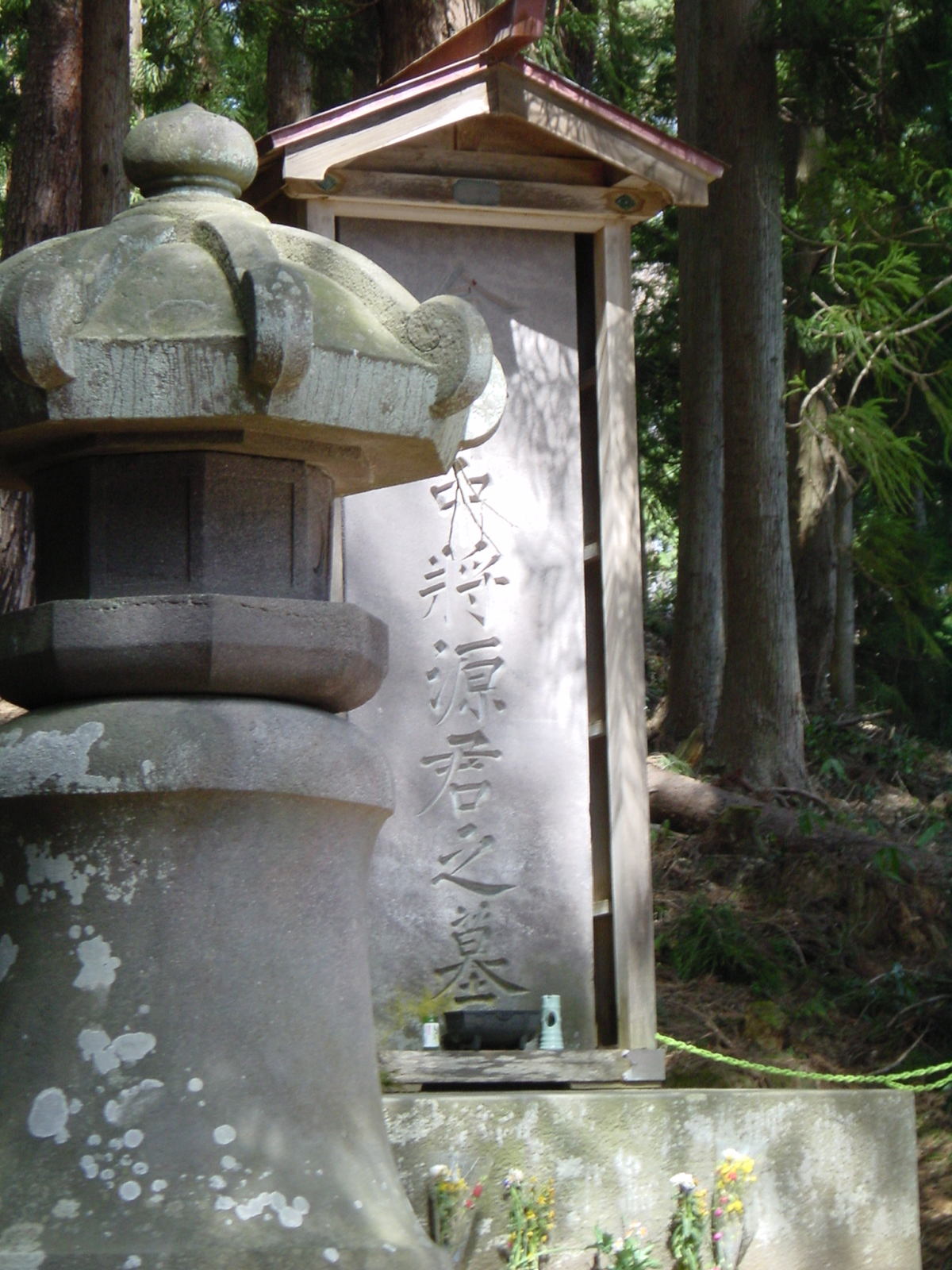
保科正之の墓（2002年4月撮影）

秀忠の死後、3代将軍・家光はこの謹直で有能な異母弟をことのほか可愛がった。この頃、幕閣には土井利勝や酒井忠勝・松平信綱・堀田正盛ら人材は揃っていたが、身内の相談役が欲しかったのか、家光は正式に弟を披露することはなかったが、何かの折に別格の扱いをして将軍家の弟と世に知らしめた。寛永9年（1632年）1月24日、秀忠が亡くなるが、家光は正之に「御遺物」として銀500枚を授ける。3月、芝増上寺の廟建立の責任者に任命、4月には家康の17回忌のための日光東照宮へ参るのに同行させている。12月には、それまでの従五位下から従四位下に叙せられる。従四位下は10万石以上の大名に与えられるもので、いまだ3万石の大名の正之には破格の待遇だった。その後も、江戸城桜田門外に上屋敷を与え、江戸城に招いて手ずから茶を点てて振る舞った。明正天皇拝謁のため上洛の際には、供奉（ぐぶ）の先発隊に指名した。正之を肉親として扱い、政務へも参加させるという家光の意思の表明だった。
寛永13年（1636年）7月、出羽国山形藩20万石を拝領した。この時、高遠の領民の間で「今の高遠で立てられようか、早く最上の肥後様へ」と歌われる。「どうして今の高遠でやって行けよう、早く正之様の最上（山形）藩へ移りたい」という意味で、正之の高遠での善政が忍ばれる。実際に3000人に上る高遠の領民が逃散し、正之の後を追って山形に行ってしまう。
寛永14年（1637年）、家光の命で、保科家相伝の品々を正貞に譲った。これは、保科家の正統は正貞に譲り、正之は徳川一門の大名とすることを意味した。
同年に勃発した島原の乱に際しては、九州諸侯の統率が取れず苦戦する幕府軍の増援として派遣が検討されたが、結局は出征することはなかった。
寛永10年（1633年）村山郡白岩領主酒井忠重に対して領民が江戸で出訴し、寛永15年（1638年）忠重は改易となる。白岩領は幕府直轄領として代官支配となったが、不満を持った領民が同年に再び一揆を起し、隣領の正之に出訴した（白岩一揆）。正之は山形に出頭した一揆関係者を全て捕縛し処刑した。この一件の始末は、高遠領民らと比べ情け容赦がないと評されるが、これは島原の乱直後に武家諸法度が改定され、一揆には情勢に合わせて越境鎮圧する規定があったことも大きく影響している。
寛永20年（1643年）、陸奥国会津藩23万石と大身の大名に引き立てられる。以後、正之の子孫の会津松平家が幕末まで会津藩主を務めた。
慶安4年（1651年）、家光の見舞いに来た正之に対して、家光は萌黄色の直垂と烏帽子を与え「今後保科家は代々萌黄色の着用を許す」と告げる。家光はこの色を大いに好み、大事な儀式に際して着用していたので、他の大名は遠慮して萌黄色は用いて着ていなかった。正之にその衣装を与えることで、将軍と同格であることを周りに知らしめた。家光は死の床にある時、有力大名を呼びだし、大老・酒井忠勝が将軍最後の言葉として「新しい将軍の政を身を挺して助けるように」と申し渡したが、その際に家光は寝床に横になったままであった。これに対して正之を枕頭に呼び寄せた際だけ、家光は堀田正盛に抱きかかえられながら起き上がり、自らの口で「肥後よ宗家を頼みおく（肥後守（＝正之）よ、我が息子（＝家綱）を頼むぞ）」と遺言した。これに感銘した正之は寛文8年（1668年）に「会津家訓十五箇条」を定めた。第一条に「会津藩たるは将軍家を守護すべき存在であり、藩主が裏切るようなことがあれば家臣は従ってはならない」と記し、以降、藩主・藩士は共にこれを忠実に守った。幕末の藩主・松平容保はこの遺訓を特に固く守り、佐幕派の中心的存在として最後まで薩長軍を中心とする官軍と戦った。
寛文9年（1669年）4月27日、嫡男の正経に家督を譲り、隠居した。
寛文12年（1672年）12月18日、江戸三田の藩邸で死去した。享年63（満61歳没）。生前より吉川惟足を師に卜部家神道を学び、神式で葬られた。霊社号は土津（）霊神。生前の寛文6年（1666年）に神仏習合を排斥して領内の寺社を整理していた。生前に神として祀られる生祠建立の計画があったが、実行される前に没した。墓所は福島県耶麻郡猪苗代町見祢山にある。以後、2代・正経を除き会津藩主は神式で祀られている。延宝3年（1675年）、墓所に隣接して土津神社が建立され祭神として祀られた。
正之は幕府より松平姓を名乗ることを勧められたが、養育してくれた保科家への恩義からこれを固辞し、生涯保科姓を通した。松平姓と葵の紋を使用し、親藩に列されるのは、3代・正容になってからであった。

### 経歴
※日付＝旧暦
- 1613年（慶長 18年）3月2日、見性院の下で養育される。
- 1617年（元和3年）11月14日、信濃国高遠藩主保科正光のもとに移る。
- 1629年（寛永 6年）9月、兄の駿河府中城主、徳川忠長と初対面。
- 1631年（寛永8年）11月12日、高遠藩主として襲封。11月27日、諱を正之と名乗る。11月28日、従五位下・肥後守に叙任。
- 1632年（寛永9年）12月28日、従四位下に昇叙し、肥後守は兼任留任。
- 1634年（寛永11年）7月16日、兄将軍徳川家光に供奉して上洛し、侍従に任官。肥後守は兼任留任。
- 1636年（寛永13年）7月21日、出羽国山形20万石として移封。
- 1643年（寛永20年）7月4日、陸奥国会津若松23万石として移封。その他、会津南山5.5万石の幕領を預かる。
- 1645年（正保 2年）4月21日、左近衛権少将に転任。肥後守は兼任留任。7月14日、従四位上に昇叙し、左近衛権少将及び肥後守は留任。
- 1651年（慶安 4年）4月20日、家光最期に際し、後継将軍家綱の補佐を厳命される。
- 1653年（承応 2年）10月13日、従三位・左近衛権中将に昇叙転任。ただし、従三位昇叙は固辞。以後、会津中将の称を生じる。12月13日、正四位下に昇叙し、左近衛権中将および肥後守は留任。
- 1668年（寛文 8年）4月11日、会津家訓十五箇条を制定。
- 1669年（寛文9年）4月27日、致仕。
- 1672年（寛文12年）12月18日、卒去。
- 1864年（元治元年）3月4日、下記のような宣命により、従三位の贈位（子孫松平容保が参議任官を固辞し、代わりに先祖正之に従三位贈位を朝廷に願い許される）
故保科正之贈従三位宣命（土津霊神社文書）
天皇我詔良萬止、故正四位下行左近衞權中將源朝臣正之爾詔倍止聞食止宣布、往昔将家乃輔翼止成利氐、不懈須不愆須、國家乃善政乎遂計行比、其身者遠久罷利去利奴禮止、其名者今爾彌高志、如此餘勲乎續岐繼計爾因氐、苗裔乃世爾及比、守護乃職掌乎毛至忠爾至誠爾奉仕禮留状乃雄雄志岐乎慈給比、今既爾容保爾參議乃冠乎授給牟止所念行爾、曩祖賀遺志爾基計留乎以氐、譲利申岐、古典爾毛云留本根不揺登岐者、枝葉茂栄登者汝乃事爾有倍岐奈利、故是以昔日志毛榮級乎上給比志爾、固久不受志乎歎給比惜給比氐、今更爾從三位乃位爾贈給布、天皇我勅命乎遠聞食止宣
（訓読文）　天皇（）が詔（）らまと、故正四位下行左近衛権中将源朝臣正之に詔（）りたまへと勅命（）を聞食（）さへと宣（）りたまふ、往昔（）将家（徳川将軍家）の輔翼と成りて懈（）らず、愆（）はず国家（）の善政（）を遂げ行ひ、其の身は遠く罷（）り去りぬれど、其の名は今に弥高（）し、此（）如く余す勲（）を続（）ぎ継（）げるに因（）りて、苗裔（）の世に及び、守護の職掌（）をも至忠（）に至誠（）に仕へ奉（）れる状（）の雄雄（）しきを慈しみ給ひて、今既に容保に参議の冠（）を授け給はむと所念行（）に、曩祖（）が遺（）しに基（）けるを以（）て譲り申（）しき、古き典（）にも云（）はれる本根（）揺るがざるときは、枝葉（）も栄ゆとは、汝（）の事に有るべきなり、故（）是（）以（）て、昔日しも栄級を上（）げ給ひしに、固く受けざりしを歎き給ひ惜しみ給ひて、今更に従三位の位を贈り給ふ、天皇（）が勅命（）を遠（）に聞食（）さへと宣（）る、元治元年（1864年）3月4日
※参考文献「東京大学史料編纂所データベース」、「会津藩家世実紀」吉川弘文館、「内閣文庫藏 諸侯年表」東京堂出版

## 政策

### 幕政
家光の死後、遺命により甥の4代将軍・家綱の輔佐役（大政参与）として幕閣の重きをなし、文治政治を推し進めた。末期養子の禁を緩和して各藩の絶家を減らし、会津藩で既に実施していた先君への殉死の禁止を幕府の制度とし、大名証人制度の廃止を政策として打ち出した。また、玉川上水を開削し、江戸市民の飲用水の安定供給に貢献した。
明暦3年（1657年）の明暦の大火後、焼け出された庶民を救済した。一方、大規模火災対策として主要道の道幅を6間（10.9m）から9間（16.4m）に拡幅した。また、火除け空き地として上野に広小路を設置し、両国橋を新設、芝と浅草に新堀を開削、神田川の拡張などに取り組み、江戸の防災性を向上させた。また、焼け落ちた江戸城天守の再建に際し、天守台は御影石により加賀藩主の前田綱紀（正之の娘婿）によって高さを6間に縮小して速やかに再築されたが、天守構造物については正之は「織田信長が岐阜城に築いたのが始まりであって、城の守りには必要ではない」として、天守は実用的な意味があまりなく単に遠くを見るだけのものであり、無駄な出費は避けるべきと主張した。幕府の金は前述の都市整備に宛がわれ、そのため江戸城天守は再建されず、以後、新井白石らにより再建が計画され図面や模型の作成も行われたこともあるが、江戸城天守台が天守を戴くことはなかった。
この時代の幕閣（酒井忠勝、松平信綱、阿部忠秋など）たちも、正之の建言を受けて、幕政において400万両超の蓄財を背景にして福祉政策・災害救済対策・都市整備などに注力した。正之の死後には貨幣の改鋳などの経済政策の欠落があり、幕府は財政難へと陥っていった。正之の甥で5代将軍となった綱吉により荻原重秀の登用など財政の再建策が講じられた。

### 藩政
藩政にも力を注いだ。会津に入った寛永20年の12月、留物令によって、漆・鉛・蝋・熊皮・巣鷹・女・駒・紙の8品目の藩外持ち出しを手形の有無で制限し、一方では許可なくしては伐採できない樹木として漆木を第一に挙げるなど、産業の育成と振興に努めた。正保4年（1647年）、諸宿駅を定める。明暦元年（1655年）に飢饉時の貧農・窮民の救済のため社倉制を創設し、一方で産子殺しを禁止した。万治3年（1660年）には、郷頭のそれまで行われていた百姓に対する恣意的な扱いを禁じた。寛文元年（1661年）には相場米買上制を始め、寛文年間には升と秤の統一を行った。藩士に対しては寛文元年、殉死を禁じた。また朱子学を藩学として奨励、好学尚武の藩風を作り上げた。90歳以上の老人には身分を問わず、終生一人扶持（1日あたり玄米5合）を支給し、日本の年金制度の始まりとされる。
稽古堂も設け、藩士の子弟教育に尽力、後の日新館となった。
同時代の水戸藩主徳川光圀、岡山藩主池田光政と並び、江戸初期の三名君と賞されている。
『土津霊神言行録』によれば、正之は蒲生家の時代から会津藩で行われてきた松明焙や牛裂き、釜茹でなどの残酷な極刑を廃止した。正之は「役人に今後はこのような刑を行わないよう命じ、もし火刑を執行する場合は、罪人が即座に死に至るよう強火で焼くよう指示した。罪人を時間をかけて苛み殺す松明焙は嬲り殺しのようなものであり、刑をもてあそぶようなものだ。もちろん、牛裂きや釜茹でのような残虐刑も決して行わないよう命じた」とされる。
一方、『家世実紀』によれば、明暦の大火直後の明暦3年2月23日、「火事の際に拾ったものを着服した者は泥棒と同罪とみなし死罪とし、落とし物を拾っている者を見たら、その場で討ち捨てても構わない。もし放火をする者がいたら、これを松明焙か火焙りにせよ」と命じた。『家世実紀』には「只今之時分に候間加様之咎人は見懲之ため日来より厳誅伐可申付旨被仰出之（今だからこそ、このような罪人は、見せしめのために、いつにもまして厳しく処罰しなければならない）」とある。状況に応じて正之が刑罰を緩和したり、一転して厳罰化を採用したのは、一説に死者十万余という甚大な被害を出した明暦の大火後の不穏な社会情勢下で、放火犯や火事場泥棒を厳罰に処さなければ社会秩序が崩壊し、幕府の統治に重大な困難を来すことを懸念したためとみられる。

### 正之と朱子学・神道
正之は熱烈な朱子学の徒であり、それに基づく政治を行った。身分制度の固定化を確立し、幕藩体制の維持強化に努めた。山崎闇斎に強く影響を受け、神儒一致を唱えた。正之は卜部神道第55代の伝統者である。
また、朱子学の徒であったがために、正之は他の学問を弾圧した。岡山藩主・池田光政は陽明学者である熊沢蕃山を招聘していたが、藩政への積極的な参画を避けた。加賀藩主・前田綱紀が朱子学以外の書物も収集していたことに苦言を呈していた。また、儒学者の山鹿素行は朱子学を批判したため赤穂藩に配流された。

## 系譜
- 実祖父：徳川家康
- 実父：徳川秀忠
- 実母：浄光院 - 於静、志津とも、神尾栄嘉の娘
- 養父：保科正光
- 正室：内藤政長の娘・菊姫（1619年 - 1637年）
  - 長男：幸松（1634年 - 1638年） - 夭折
- 継室：聖光院（1620年 - 1691年） - 於万、藤木弘之の娘、かつては正之の異母姉・東福門院に仕えていた
  - 次男：保科正頼（1640年 - 1657年）
  - 長女：媛姫（1641年 - 1658年） - 上杉綱勝正室
  - 次女：中姫（1643年 - 1649年） - 夭折
  - 三男：将監（1645年） - 夭折
  - 四男：保科正経（1646年 - 1681年）
  - 五女：石姫（1648年 - 1667年） - 稲葉正往正室
  - 六女：風姫（1649年 - 1651年） - 夭折
  - 七女：亀姫（1650年 - 1651年） - 夭折
  - 五男：保科正純（1652年 - 1671年）
- 側室：牛田氏（1623年 - 1651年）
  - 三女：菊姫（1645年 - 1647年） - 夭折
  - 四女：摩須（1648年 - 1666年） - 松姫、前田綱紀正室
- 側室：沢井氏
  - 八女：金姫（1658年 - 1659年） - 夭折
- 側室：栄寿院（1645年 - 1720年） - 沖氏
  - 六男：松平正容（1669年 - 1731年）
  - 九女：算姫（1673年） - 正之の死後に誕生、夭折

### 於万の方（聖光院）について
正之の長女・媛姫は上杉家に嫁した後、実母・於万の方による四女・松姫（摩須）の毒殺未遂事件で誤って毒を飲んで急死した、と伝わる。於万の方は、側室の産んだ摩須が自分の産んだ媛姫の嫁ぎ先より大藩の前田家に嫁ぐのが許せず、暗殺を謀ったらしい、とされる。事件後、媛姫は上杉家菩提所である林泉寺に葬られた。正之は、後の上杉家の綱勝急死の際の末期養子に関して援助している。摩須は無事に前田家に嫁した（しかし18歳で子を死産し、自身も早世した）。
会津家家訓の第4条には、婦女子について記載されているが、この説によれば、以上の事件が背景にあったものとされる。
以上の松姫毒殺未遂および媛姫誤認死亡は、お万の方が首謀者という説が現在定説になっている。その出所は会津藩の正史『会津藩家世実紀』で、本文中に「松姫の婚礼で実家へ里帰りしていた媛姫の具合が悪くなり婚礼の2日後に亡くなった」とある。その後に本文への小文字補填として、「毒が入った松姫の御膳がお付きの者の機転で取り替えられたため、媛姫がその毒入り膳を食べて死んだと伝わっている」とある。事実を述べた本文に対して、100年以上の後の編纂時にこういった噂があるといって付け加えた文が元になっている。正史の事実ではなく、後に加えられた言い伝えなのである。実際、『会津藩家世実紀』ではその後、媛姫は急病死とされ、保科家・上杉家とも一切捜査も処分もされた形跡がない。また、お万の方はその後も正之の正妻として同じ屋敷に住み、上杉、前田、稲葉家と後々まで親しく交際を続けている。正之の死後も2代藩主・正経の生母として絶大な影響力を保った。
明治以降、旧大名家へのタブーがなくなると、江戸研究家の三田村鳶魚がこういったエピソードを取り上げて発刊し、それが次第に知られて小説の元ネタになり広く知られるようになった。ただし、鳶魚は良し悪しいくつかある中、悪いエピソードのみ取り上げ、聖人といわれる保科正之が何でお万の方を寵愛したのかわからない、とお万の方を独断的に悪女と決めつけている。現在のお万の方悪女説は、こういった影響をかなり受けていると思われる。

## 登場作品
- 漫画
  - みなもと太郎『風雲児たち』
  - 中島健志『名君保科正之〜明暦の大火編〜』
  - よしながふみ『大奥』
  - 山本おさむ『そばもん ニッポン蕎麦行脚』
- 小説
  - 冲方丁『天地明察』
  - 中村彰彦『保科肥後守お耳帖』『保科肥後守お袖帖』
- 映画
  - 『影の軍団 服部半蔵』（1980年、演：山村聰）
  - 『天地明察』（2012年、演：松本幸四郎）
- テレビドラマ
  - 『江戸を斬る 梓右近隠密帳』（TBS、1973年、演：竹脇無我） -主人公梓右近（双子）の兄と設定　
  - 『徳川の夫人たち』（フジテレビ、1974年、演：外山高士）
  - 『徳川三国志』（NETテレビ、1975年、演：仲谷昇）
  - 『柳生一族の陰謀』（関西テレビ、1978年、演：中村光輝）
  - 『服部半蔵 影の軍団』（関西テレビ、1980年、演：山村聰）
  - 『葵 徳川三代』（NHK大河ドラマ、2000年、演：浜田学（幼年期：佐藤慶季、少年期：松本伸夫））
  - 『大江戸炎上』（NHK、2016年、演：高橋一生）

## 伝記文献
- 相田泰三 『保科正之公傳』 保科正之公三百年祭奉賛会、1972年
- 宮崎十三八編 『保科正之のすべて』 新人物往来社、1992年 ISBN 978-4-404-01974-5
- 中村彰彦 『保科正之 ─徳川将軍家を支えた会津藩主』 中公新書 1995年 ISBN 978-4-121-01227-2、中公文庫、2006年 ISBN 978-4-122-04685-6
- 中村彰彦 『保科正之言行録』 中公新書、1997年 ISBN 978-4-121-01344-6、中公文庫、2008年 ISBN 978-4-122-05028-0
- 中村彰彦 『慈悲の名君 保科正之』 角川学芸出版[角川選書]、2010年 ISBN 978-4-047-03458-7
- 中村彰彦 『保科正之 民を救った天下の副将軍』 洋泉社歴史新書、2012年 ISBN 978-4-8003-0034-8